# Saratan (village)
Saratan (en russe : Саратан, en altaï méridional : Саратан) est un village du raïon d'Oulagan dans la république de l'Altaï en Russie. Il fait partie de l'établissement rural de Saratan, dont il en le chef-lieu. Sa population s'élevait à 831 habitants au recensement de 2021.

## Toponyme
Le nom vient de touvain sara, jaune pâle, blond, fauve et du touvain adan qui signifie chameau, littéralement « chameau jaune pâle ».

## Géographie
Le village de Saratan se situe dans la république de l'Altaï, une république de Sibérie méridionale, en Russie. Il fait partie du district fédéral sibérien, et le village fait partie du raïon d'Oulagan, un raïons de la république du sud-est, qui compte 13 localités, avec Oulagan comme centre administratif.
Saratan, comme toute la république de l'Altaï, est située dans le fuseau horaire MSK+4 (heure de Krasnoïarsk). Le décalage horaire appliqué par rapport au temps universel coordonné est +07:00.
Le village se situe sur la rive droite de la rivière Bachkaous.

## Démographie
Recensements (*) et estimations de la population,,:
| 2002* | 2010* | 2012 | 2013 |
| ----- | ----- | ---- | ---- |
| 794   | 738   | 732  | 731  |

| 2014 | 2015 | 2016 | 2021* |
| ---- | ---- | ---- | ----- |
| 746  | 764  | 749  | 831   |

En 2002, sur les 794 habitants, il y avait 70 % d'Altaïens.

## Transports
Le village a une route vers la route d'Oulagan, route russe qui relie la rive sud du Teletskoïe à la route fédérale R256 à Aktach.